# CGWORLD
CGWORLD est un mensuel généraliste japonais de création d'images graphiques et de vidéos publié par Born Digital Co., Ltd. (Works Corporation jusqu'au 1er janvier 2015), et qui a commencé à paraître le 29 juin 1998. Le nom officiel du magazine est CGWORLD + digital video (en français, CGWORLD + vidéo numérique). Il est aussi connu sous le nom de CGWORLD & digital video (litt. en français, CGWORLD et vidéo numérique). CGWORLD est un des rares magazines nationaux à être consacré à l’imagerie générée par ordinateur et à la vidéo.     